# Indy 500 (jogo eletrônico de 1977)
Indy 500 é um jogo eletrônico desenvolvido pela Atari para o Video Computer System (posteriormente conhecido como Atari 2600). O jogo foi um dos nove títulos de lançamento oferecidos quando o Atari 2600 foi lançado em 1977. A Sears Telegames depois lançou Indy 500 como Race, mas sem nenhuma mudança na jogabilidade. Indy 500 foi baseado no jogo de arcade para oito jogadores Indy 800.
Esse jogo de corrida, extensivamente nomeado com base na Indianápolis 500 - oferece vários jogos.
Incluso em cada jogo está um conjunto de dois controles de direção, que eram idênticos em aparência ao controle de pedal, com duas diferenças. A primeira, o controle de direção podia rodar continuamente. Os pedais eram o freio. Segundo, cada controle era ligado ao seu próprio plug. Os pedais entravam em apenas um plug.

## Modos do jogo
Entre os jogos de corrida incluídos:
- Standardized racing games (Jogos de corrida padrão): Os jogadores podem optar por uma corrida contra o relógio ou completar 25 voltas em torno da pista mais longa. Várias pistas foram destaque no jogo (algumas secas e outras "cobertas de gelo").
- Crach and Score (Acidente-se e pontue): Neste modo, os jogadores competem, tanto uns contra os outros ou contra um oponente do computador (bot), em quem bater mais em um quadrado branco na pista gerado aleatoriamente.
- Tag: Cada jogador controla um carro. Um jogador terá o carro piscando e terá que evitar ser atingido pelo outro jogador.
- Ice Race (Corrida de gelo): é como o modo Standardized, porém a pista a ser percorrida é coberta por gelo, o que torna o percurso mais escorregadio.

### Opções
Cada modo de jogo permite uma configuração básica estipulada pelo jogador:
- Se o limite do jogo é determinado pelo tempo da corrida ou quando determinada pontuação ser atingida.
- O número de jogadores (um ou dois). No caso de um, o jogador competirá contra um adversário do computador.